# Enallilopropymal
Enallilopropymal – organiczny związek chemiczny, należący do grupy barbituranów, stosowany w przeszłości jako środek o działaniu nasennnym i uspokajającym.
Został wynaleziony w latach 30. XX wieku przez firmę Hoffmann-La Roche.